# Hugo Riemann
Karl Wilhelm Julius Hugo Riemann (Großmehlra, prop de Sondershausen (Turíngia), 18 de juliol,e 1849 - Leipzig (Saxònia), 10 de juliol, 1919), va ser un teòric de la música, historiador de la música, professor de música i lexicògraf musical alemany. Probablement la seva obra més coneguda, el Riemann Music Lexicon, encara és una obra estàndard reconeguda avui dia.

## Origen
Els pares d'Hugo Riemann eren el propietari de la mansió i agutzil en cap Robert Riemann (1824–1896) i la seva esposa Luise Kleemann (1827–1910), filla de l'arrendatari del domini Wilhelm Kleemann. El germà d'Hugo, Otto (1853–1936) es va convertir en tinent general, el seu germà Paul (1864–1909) també es va convertir en propietari d'una mansió; la seva germana Anna (1852-1924) es va casar amb el predicador de la cort i conseller del consistori Arnold Zahn (1842-1928).

## Biografia
joventut

Hugo Riemann va rebre la seva primera formació musical del seu pare, el propietari i alcalde Robert Riemann, que era un amant de la música i que va interpretar algunes cançons, peces corals i l'òpera Bianca Siffredi a Sondershausen. El seu primer professor de teoria va ser el director de banda de Sondershausen Heinrich Frankenberger. També va rebre lliçons d'August Bartel, hartleb i l'estudiant de Liszt, Edmund Theodor Ratzenberger. Riemann va assistir a l'escola secundària a Sondershausen i Arnstadt i a l'escola del monestir de Roßleben, on va rebre una sòlida educació intel·lectual científica amb coneixements de llengües i literatures clàssiques. El 1868 Hugo Riemann va aprovar l'examen de finalització de l'escola a l'escola secundària d'Arnstadt. Després de completar la seva formació escolar humanística i els seus coneixements de música, així com la seva formació al piano, Riemann va veure el seu futur professional com a escriptor o compositor.

## Temps d'estudi
Riemann va estudiar dret, alemany i història a Berlín des de 1868. Riemann va rebre l'important impuls de l'historiador cultural Wilhelm Scherer per dedicar-se al treball científic-art. Va continuar els seus estudis a Tübingen el 1869. El 1870 va ser nomenat membre del cos "Suevia Tübingen". Va estudiar filosofia amb Christoph von Sigwart, història amb Julius Weizsäcker, història de l'art amb B. von Kugler i estètica amb Karl Reinhold von Köstlin. A Tübingen es va trobar amb dos llibres fonamentals que el van donar forma, la naturalesa dels harmònics i la mètrica de Moritz Hauptmann i la teoria de les sensacions tonals de Hermann von Helmholtz. Riemann es va dedicar a la poesia des dels 9 anys. Tanmateix, l'intent de publicar una obra de dos volums de poesia amb l'editorial Cotta'schen Verlagsbuchhandlung va fracassar. El 1870 van aparèixer els primers treballs d'escriptura musical altament teòrica sobre Richard Wagner i Gaspare Spontini, que es van publicar amb pseudònim a la "Neue Zeitschrift für Musik", i que van ser seguits el 1872 per altres articles en el camp de la teoria musical, que van aparèixer sota el nom Hugibert Ries. Després de la seva participació en la guerra francoprussiana de 1870/71, va decidir dedicar-se exclusivament a la música. Va estudiar al Conservatori de Leipzig i a la Universitat de Leipzig, entre altres coses, solfeig amb Ernst Friedrich Richter, composició amb Carl Reinecke i història de la música amb l'hegelià Oscar Paul, que va rebutjar la seva tesi presentada a la universitat. El mateix any, Riemann va presentar la seva tesi doctoral al filòsof Rudolf Hermann Lotze i a l'estudiós de música Eduard Krüger a la Universitat Georg-August de Göttingen. El 30 de novembre de 1873 es va doctorar en filosofia a Göttingen.

## Formació professional
Des de 1874, Hugo Riemann va treballar com a professor de piano i director a Bielefeld, on també va publicar escrits sobre lliçons de piano, sintaxi musical i harmonia. Aquí, l'any 1876, Riemann es va casar amb Elisabeth Bertelsmann, que provenia d'una família industrial, i amb qui va tenir cinc fills. Sota l'expert Philipp Spitta, que també va intentar donar-li suport en els anys següents, Riemann va completar la seva habilitació a la Universitat de Leipzig a la tardor de 1878 amb estudis sobre la història de la notació musical. Fins i tot després de la seva habilitació i dels seus projectes compositius, no va aconseguir la consolidació professional i la carrera universitària que pretenia. Aleshores Riemann va treballar breument a Bromberg el 1880, on es va fer càrrec de l'associació de cors mixts com a director i també va treballar com a professor de música. Al mateix temps, Riemann va ser professor privat a Leipzig de 1878 a 1880. Riemann va treballar com a professor de totes les assignatures teòriques i de tocar el piano entre 1881 i 1890 al conservatori d'Hamburg, on va conèixer a Johannes Brahms, entre d'altres. Al conservatori príncep de Sondershausen, on va treballar durant tres mesos el 1890, Max Reger es va convertir en el seu alumne, que el va seguir a Wiesbaden, on Riemann va treballar com a professor de piano i teoria al conservatori d'Albert Fuchs durant els cinc anys següents fins al 1895. Hans Pfitzner va prendre breument lliçons allà de Riemann. Aleshores Riemann va tornar finalment a Leipzig. El 1901 va ser nomenat professor associat i el 1905 professor titular a la Universitat de Leipzig. Finalment, l'any 1908, va esdevenir director de l'institut musicològic que va fundar (Collegium musicum). El 1911, Riemann esdevingué professor honorari a Leipzig i, finalment, el 1914, director de l'"Institut Estatal de Recerca de Musicologia de Saxó", que va fundar. Riemann va ser membre honorari de l'Acadèmia Santa Cecilia de Roma des de 1887, de la Reial Acadèmia de Florència des de 1894 i de l'Associació Musical de Londres des de 1900. A Leipzig també esdevingué membre de la Lògia maçònica de Phoenix. La Universitat d'Edimburg va nomenar Riemann professor honorari el 1899. El 1905, el "Collegium Musicum", que ell havia iniciat, va interpretar per primera vegada els seus propis arranjaments de música de cambra del barroc tardà i clàssica. Tot i que Riemann va intentar aconseguir una càtedra de musicologia a Leipzig, Berlín, Praga i Viena, aquesta convocatòria no es va materialitzar, tot i que Hermann Kretzschmar, que inicialment va rebutjar fermament Riemann personalment i objectivament, va defensar-lo a Berlín. Amb motiu del seu 60è aniversari el 1909, Riemann va rebre una publicació commemorativa dels seus estudiants, que incloïen tant investigadors musicals com intèrprets. Riemann va reduir molt les seves activitats compositives a partir de 1903, però la seva escriptura i producció editorial es van mantenir constants durant molt de temps. En els últims anys de la seva vida, Riemann va dependre d'una cadira de rodes a causa de dos cops i va morir als 69 anys.

## Fets interessants
Productivitat laboral

Fins al 1905, per tal de subsistir econòmicament a la seva família, Riemann va haver de treballar com a professor particular de piano, cant i teoria a més dels petits ingressos de les seves activitats docents com a professor particular. També hi havia nombroses i àmplies publicacions de Riemann en forma de ressenyes, textos diversos, gloses, articles d'enciclopèdies, guies musicals, adaptacions i traduccions d'escrits musicològics d'altres autors i edicions musicals.
Aquesta productivitat, que no té precedents quant a quantitat, ja no es pot reconstruir amb precisió avui dia. Va ser possible gràcies a una jornada laboral de 18 hores que començava a les 4 de la matinada i exigia un alt nivell d'autodisciplina per part de Riemann, la qual cosa el posava en el paper d'un foraster i suposava una distància de la vida que no era propicia per als seus estudis acadèmics. Riemann ho va compensar amb una observació històrica precisa del tema i, a més, amb el seu comentari humorísticament sarcàstic sobre la seva idiosincràsia. El 1898, per exemple, Riemann va publicar un tractat medieval de ficció que inclou comentaris pseudocientífics.

## Mètode d'ensenyament
Hugo Riemann va defensar un ensenyament d'alta qualitat que intentava integrar els diferents aspectes de la música amb l'esperit d'un enfocament holístic. Va veure les lliçons de piano com a classes de música integrals, que, a més dels aspectes purament tècnics de tocar, també incloïen l'entrenament de l'oïda, l'harmonia, el fraseig i el desenvolupament del sentit de la interpretació polifònica. Les seves idees progressistes per desenvolupar la tècnica de tocar el piano van ampliar l'èmfasi unilateral en l'entrenament de la tècnica dels dits cultivat per la metodologia més antiga. La descripció sistemàtica dels tipus de tacte, l'ús de pedals i altres elements de tocar el piano van ser influents en el desenvolupament d'un ensenyament modern de tocar el piano. Tot i que les seves edicions de fraseig no van tenir un èxit durador i van provocar polèmiques, també va ser un estimulador influent en l'àrea descuidada del fraseig, malgrat tota la unilateralitat de la seva teoria.
Les lliçons de composició de Riemann van començar amb l'anàlisi de les obres mestres. A continuació, van seguir intents progressius d'imitar models ideals i finalment la pràctica i el desenvolupament de la imaginació musical, és a dir, la imaginació creativa.

## Feina
La propietat d'Hugo Riemann va romandre en gran part en poder de la família. Va ser destruït per un atac aeri l'any 1943. Només s'han conservat parts de la correspondència de Riemann i les notes personals del seu fill gran, l'historiador literari Robert Riemann. Cartes d'Hugo Riemann del període 1873 a 1916 es troben a la col·lecció de l'editor musical de Leipzig C.F. Peters als Arxius Estatals de Leipzig.

## Honor
Un carrer del barri musical de Leipzig porta el nom d'Hugo Riemann. Va viure a les proximitats immediates de l'actual Riemannstrasse (antiga Albertstrasse), que també recorre parcialment el districte.
La tomba d'Hugo Riemann es trobava al cementiri sud de Leipzig i des de llavors ha estat tancada.

## Família
El 1876 es va casar a Gadderbaum amb Elisabeth Bertelsmann (1856–1930), filla de l'industrial i president de la Cambra de Comerç de Bielefeld Konrad Bertelsmann (1828–1901) i la seva dona Ferdinande Heuell. La parella va tenir tres fills i dues filles:
- Robert Conrad Viktor (1877–1962), germanista ⚭ Marie Elisabeth Grossmann (1885–1961)
- Elsa (1879–1922), mestra superior a Hamburg
- Conrad (1880–1955), doctor a l'Alta Silèsia ⚭ N.N.
- Hans (1882–1953), conseller oficial ⚭ Thea Lindenberg (1892–1953)
- Ferdinandine (1895–1947), professora superior

## Significat
Hugo Riemann és una de les personalitats més impactants i importants entre els musicòlegs. Va aconseguir els seus majors èxits en el camp de la teoria musical. Va fer contribucions importants a gairebé tots els àmbits i ha escrit tractats sobre molts termes musicals (per exemple, "agogia", "motiu" o "fraseig"). A Amèrica del Nord, la teoria neoriemanniana es basa en els escrits de Riemann, una obra molt coneguda de Riemann als països de parla alemanya és el lèxic musical de Riemann (“The Riemann”). Encara que l'estil de la música clàssica vienesa va ser exemplar per a ell, va estar obert a la música de la seva època, tot i que no va estalviar crítiques dures, com va ser el cas d'Arnold Schönberg. També va ser pioner en el camp de la història de la música, donant-li una orientació estilística integral.
Amb la teoria de les "funcions" compromesa amb el dualisme harmònic, Riemann va crear una nova base per a l'anàlisi harmònic. A la segona meitat del segle xx, aquesta teoria funcional, en la forma simplificada publicada per Max Reger, Hermann Grabner i Wilhelm Maler, va prevaler a Alemanya. Avui dia, la teoria funcional encara s'utilitza especialment a les escoles d'educació general i a les escoles de música, però ha perdut la seva importància en la recerca de teoria musical en llengua alemanya. A moltes institucions d'educació musical, això ha tingut conseqüències en els plans d'estudis de les assignatures teòriques i científiques. Aquí, la teoria funcional acostuma a formar un mètode entre altres perspectives analítiques com l'anàlisi amb models de conjunts (iniciada per la tesi d'habilitació de Carl Dahlhaus), l'anàlisi Schenkeriana, la teoria de conjunts de la classe de to (per exemple, per a la música tonal lliure) entre d'altres.
El 2003, es va examinar la connexió entre la recepció de Riemann i el nacionalsocialisme.
Entre els estudiants d'Hugo Riemann hi ha els compositors Max Reger (1873-1916), Hans Pfitzner (1869-1949), Lothar Windsperger, Kurt Adami i Walter Niemann (1876-1953), així com els musicòlegs Friedrich Blume, Hans Joachim Moser i Wilibald Gurlitt. , Hans Schnoor, Gustav Becking i Rudolf Steglich.

## Obra
A més del seu lèxic musical, les obres completes d'Hugo Riemann inclouen més de cinquanta monografies i més de dos-cents assajos sobre totes les àrees de la musicologia i la pràctica musical. Com a editor, va publicar més de setanta obres (incloses les controvertides edicions de fraseig de famoses obres per a piano). La llista de les seves composicions ara oblidades puja a l'op 69 (alguns números estan desocupats).

## Llibres i escrits
- Musikalische Logik. Hauptzüge der physiologischen und psychologischen Begründung unseres Musiksystems (Leipzig, 1873, Digitalisat); zugleich als
- Dissertation Ueber das musikalische Hören (1874, Digitalisat)
- Die Hülfsmittel der Modulation (Kassel, 1875)
- Die objective Existenz der Untertöne in der Schallwelle (Kassel, 1875)
- Vademecum für den ersten Klavierunterricht (Leipzig, 1876)l
- Musikalische Syntaxis. Grundriß einer harmonischen Satzbildungslehre (Leipzig, 1877)
- Studien zur Geschichte der Notenschrift (Leipzig, 1878)
- Skizze einer neuen Methode der Harmonielehre (Leipzig, 1880); ab der zweiten Auflage 1887 als Handbuch der Harmonielehre
- Die Entwickelung unserer Notenschrift (Leipzig, 1881)
- Musik-Lexikon (Leipzig, 1882); fertiggestellt und bearbeitet von Alfred Einstein (Berlin, 9. Auflage 1919; 11. Auflage 1929); als Riemann-Musik-Lexikon, 5 * Bände, herausgegeben von Wilibald Gurlitt, Hans Heinrich Eggebrecht und Carl Dahlhaus (Mainz, 12. Auflage 1959–1975); 13., aktualisierte Neuauflage, 5
- Bde., hrsg. von Wolfgang Ruf in Verbindung mit Annette van Dyck-Hemming (Mainz 2012)
- Die Natur der Harmonik (Leipzig, 1882)
- Elementar-Musiklehre (Hamburg, 1883)
- Neue Schule der Melodik (Hamburg, 1883)
- Vergleichende theoretisch-praktische Klavier-Schule, 3 Teile (Hamburg/St. Petersburg, 1883), vierte Auflage 1912 in Leipzig als Vergleichende Klavierschule
- Der Ausdruck in der Musik (Leipzig, 1883)
- Musikalische Dynamik und Agogik (Hamburg/St. Petersburg/Leipzig, 1884)
- Praktische Anleitung zum Phrasieren (Leipzig, 1886), mit C. Fuchs
- Opern-Handbuch (Leipzig, 1887-[1893])
- Systematische Modulationslehre als Grundlage der musikalischen Formenlehre (Hamburg, 1887)
- Katechismus der Musik (Allgemeine Musiklehre) (Leipzig, 1888), ab der 5. Auflage als Allgemeine Musiklehre (Handbuch der Musik)
- Katechismus der Musikgeschichte, 2 Teile (Leipzig 1888, 1889), ab der 5. Auflage 1914 als Abriß der Musikgeschichte
- Katechismus der Musikinstrumente (Instrumentationslehre) (Leipzig, 1888), ab der 5. Auflage als Handbuch der Musikinstrumente
- Katechismus der Orgel (Leipzig, 1888), ab der 4. Auflage als Handbuch der Orgel
- Katechismus des Klavierspiels (Leipzig, 1888), ab der 5. Auflage 1916 als Handbuch des Klavierspiels
- Lehrbuch des einfachen, doppelten und imitierenden Kontrapunkts (Leipzig, 1888)
- Wie hören wir Musik? Drei Vorträge (Leipzig, 1888)
- Katechismus der Kompositionslehre, 2 Teile (Leipzig, 1889), ab der 2. Auflage 1897 als Grundriß der Kompositionslehre
- Katechismus des Generalbaß-Spiels (Leipzig, 1889), ab der 2. Auflage 1903 als Anleitung zum Generalbaß-Spielen
- Katechismus des Musik-Diktats (Leipzig, 1889), ab der 4. Auflage 1916 als Handbuch des Musik-Diktats
- Katechismus der Fugen-Komposition, 3 Teile, Teile 1 und 2: Analyse von Johann Sebastian Bachs «Wohltemperiertem Klavier» (Leipzig, 1890/91), ab der 3.
- Auflage 1914–1916 als Handbuch der Fugen-Komposition, Teil 3: Analyse von Johann Sebastian Bachs «Kunst der Fuge» (Leipzig, 1894), ab der 2. Auflage 1917 als dasselbe
- Katechismus der Harmonielehre (Leipzig, 1890), ab der 2. Auflage 1900 als Katechismus der Harmonie- und Modulationslehre, ab der 5. Auflage 1913 als * Handbuch der Harmonie- und Modulationslehre
- Katechismus der Musik-Ästhetik (Wie hören wir Musik?) (Leipzig, 1890), ab der 2. Auflage 1903 als Wie hören wir Musik? Grundlinien der Musik-Ästhetik
- Katechismus der Phrasierung (Leipzig, 1890) mit C. Fuchs, ab der 2. Auflage 1900 als Vademecum der Phrasierung, in der 8. Auflage als Handbuch der * Phrasierung
- Katechismus der Akustik (Musikwissenschaft) (Leipzig, 1891), ab der 2. Auflage 1914 als Handbuch der Akustik
- Katechismus der Gesangskomposition (Leipzig, 1891), die 3. Auflage 1921 als Handbuch der Gesangskomposition
- Vereinfachte Harmonielehre (London/New York, 1893)
- Präludien und Studien, 5 Bände, Band 1 (Frankfurt/Main, 1895), Band 2/3 (Leipzig, 1900/1901), Band 4/5 Druck in Vorbereitung (herausgegeben von Robert * Schmitt-Scheubel/Rudolph Stephan/Helga de la Motte-Haber)
- Notenschrift und Notendruck (Leipzig, 1896)
- Geschichte der Musiktheorie im IX.-XIX. Jahrhundert (Berlin, 1898)
- Die Elemente der musikalischen Ästhetik (Berlin/Stuttgart, 1900)
- Epochen und Heroen der Musikgeschichte, in: Spemanns goldenes Buch der Musik, herausgegeben unter Mitwirkung von K. Grunsky u. a. (Berlin/Stuttgart, 1900)
- Geschichte der Musik seit Beethoven (1800–1900) (Berlin/Stuttgart, 1900)
- Anleitung zum Partiturspiel (Leipzig, 1902)
- Große Kompositionslehre, 3 Bände, Band 1: Der homophone Satz (Berlin/Stuttgart, 1902), Band 2: Der polyphone Satz (Berlin/Stuttgart, 1903), Band 3: Der  Orchestersatz und der dramatische Gesangstil (Stuttgart, 1913)
- Katechismus der Orchestrierung (Leipzig, 1902), ab der 3. Auflage 1919 als Handbuch der Orchestrierung
- System der musikalischen Rhythmik und Metrik (Leipzig, 1903)
- Handbuch der Musikgeschichte, 2 Bände in 5 Teilen, Teil 1,1: Die Musik des klassischen Altertums (Leipzig, 1904), Teil 1,2: Die Musik des Mittelalters
- (Leipzig, 1905), Teil 2,1: Das Zeitalter der Renaissance (Leipzig 1907), Teil 2,2: Das Generalbasszeitalter (Leipzig, 1912), Teil 2,3: Die Musik des 18. und 19. Jh. (Leipzig, 1913)
- Elementar-Schulbuch der Harmonielehre (Leipzig, 1906)
- Normal-Klavierschule für Anfänger (Leipzig, 1906)
- Verloren gegangene Selbstverständlichkeiten in der Musik des 15.–16. Jh. (Langensalza, 1907)
- Grundriß der Musikwissenschaft (Leipzig, 1908)
- Kleines Handbuch der Musikgeschichte (Leipzig, 1908)
- Johannes Brahms und die Theorie der Musik (München, 1909)
- Spontane Phantasietätigkeit und verstandesmäßige Arbeit in der tonkünstlerischen Produktion (Leipzig, 1909)
- Studien zur byzantinischen Musik, 2 Teile, Teil 1: Die byzantinische Notenschrift im 10. bis 15. Jh. (Leipzig, 1909), Teil 2: Neue Beiträge zur Lösung der * Probleme der byzantinischen Notenschrift (Leipzig 1915)
- Die Beck-Aubry’sche «modale Interpretation» der Troubadourmelodien, in SIMG 11, 1909/1910
- Beethovens Prometheus-Musik. Ein Variationenwerk, in: Die Musik 9, 1909/10
- «Basso ostinato» und «Basso quasi ostinato», in: Festschrift R. von Liliencron, 1910
- Beethovens Streichquartette (Berlin/Wien, 1910)
- Johann Stamitzs Melodik, in: Neue Musik-Zeitung 31, 1910
- Kompendium der Notenschriftkunde (Regensburg, 1910)
- 6 Streichquartette von Franz Xaver Richter, in: Blätter für Haus- und Kirchenmusik 15, 1910/1911
- John Playford’s Division Violin und Michel Farinelli’s Folies d’Espagne, in: Die Musik 10, 1910/1911
- Wann machte Händel die Bekanntschaft Steffanis?, in: Merker 2, 1910/1911
- Giebt es Doppel-Harmonien?, in: Festschrift F. Pedrell, Tortosa, 1911
- Der «Basso ostinato» und die Anfänge der Kantate, in: SIMG 13, 1911/12
- Stumpf’s «Konkordanz und Dikordanz», in: ZIMG 13, 1911/1912
- Tonhöhenbewußtsein und Intervallurteil, in: ZIMG 13, 1911/1912
- Musikgeschichte in Beispielen (Leipzig, 1912)
- Die rhythmische Struktur der Basses dances der Handschrift 9085 der Brüsseler Kgl. Bibliothek, in: SIMG 14, 1912/1913
- Eine siebensätzige Tanzsuite von Monteverdi vom J.1607, in: SIMG 14, 1912/1913
- Die Taktfreiheiten in Brahms' Liedern, in: Die Musik 12, 1912/1913
- Τε Τα Τη Τω und NoEANe, in: ZIMG 14, 1912/1913
- Γιγνόμενον und Γεγονός beim Musikhören. Ein aristoxenischer Beitrag zur modernen Musikästhetik (Berlin, 1913)
- Gedehnte Schlüsse im Tripeltakt der Altklassiker, in: ZIMG 15, 1913/14
- Das begleitete Kunstlied im 14. Jh., 1914/1915
- Ideen zu einer «Lehre von den Tonvorstellungen», in: JbP 21/22, 1914/15
- Folkloristische Tonalitätsstudien, Teil 1: Pentatonik und tetrachordale Melodik (Leipzig, 1916)
- Neue Beiträge zu einer Lehre von den Tonvorstellungen, in: JbP 23, 1916
- L. van Beethovens sämtliche Klavier-Solosonaten, 3 Teile (Berlin, 1918, 1919, 1919)
- Die Phrasierung im Lichte einer Lehre von den Tonvorstellungen, in: ZfMw 1, 1918/19

## Explicacions del treball a la guia musical
- Ludwig van Beethoven, 12 Streichquartett Es-Dur op.127
- Ludwig van Beethoven, 13. Streichquartett B-Dur op.130, Streichquartett-Fuge B-Dur op.133
- Ludwig van Beethoven, 14. Streichquartett cis-Moll op.131
- Ludwig van Beethoven, 15. Streichquartett a-Moll op.132
- Ludwig van Beethoven, 16. Streichquartett F-Dur op.135
- Johannes Brahms,  3. Symphonie F-Dur op.90
- Johannes Brahms,  4. Symphonie e-Moll op.98
- Piotr Ilitx Txaikovski, Symphonie «Manfred» h-Moll op.58
- P. I. Txaikovski, 6.Symphonie «Pathétique» h-Moll op.74
- Felix Mendelssohn Bartholdy, Simfonia núm. 2, Lobgesang
- Nikolai Rimski-Kórsakov, Xekherazada, op.35
- Robert Schumann, 4. Symphonie d-Moll op.120
- Robert Volkmann, 1 Symphonie d-Moll op.44
- Robert Volkmann, 2. Symphonie B-Dur op.53
- Richard Wagner, «Huldigungsmarsch» WWV 97
- Richard Wagner, Kaisermarsch WWV 104

## Edicions i traduccions
- A. F. Christiani: The Principles of Expression in Pianoforte Playing (Nova York, 1885), als: Das Verständnis im Klavierspiel (Leipzig, 1886)
- F. A. Gevaert: Nouveau traité d´instrumentation (Paris/Brüssel·les, 1885), als: Neue Instrumenten-Lehre (Leipzig, 1887)
- F. A. Gevaert: Les Origines du chant liturgique de l’église latin (Gant, 1890), als: Der Ursprung des röm. Kirchengesanges (Leipzig, 1891)
- A. B. Marx: Die Lehre von der musikalischen Komposition, 4 parts, editades per Hugo Riemann
- G. Morphy: Les Luthistes espagnols du XVIe siècle (Die spanischen Lautenmeister des 16. Jh.) (francès-alemany), 2 parts, 1902
- J.-Ph. Rameau: De la mécanique des doigts sur le clavessin (1724), Alemany a l'assaig: J. Ph. Rameau als Klavierpädagoge (Leipzig, 1889), a: H. Riemann, Preludis i estudis, volum 2 (1900)
- A. W. Thayer: Ludwig van Beethovens Leben, 5 volums, alemany editat per H. Deiters, revisat, editat i editat per H. Riemann
- Ch.-M. Widor: Technique de l'orchestre moderne (Paris/Brüssel·les, 1904), als: Die Technik des modernen Orchesters (Leipzig, 1904)

## Edicions
- Sinfonien der pfalzbayerischen Schule (Mannheimer Symphoniker), 3 Teile, 1902, 1906, 1907
- J. Schobert: Ausgewählte Werke, 1909
- A. Steffani: Ausgewählte Werke, Teil 2/3, 1911/1912
- Mannheimer Kammermusik des 18.Jh., 2 Teile, 1914/1915